# 가와타 가즈히로
가와타 가즈히로(일본어: 川田 和宏, 1982년 6월 11일 ~ )는 일본의 전 축구 선수이다.

## 구단 경력
과거 오이타 트리니타, 가이나레 돗토리, 마쓰모토 야마가, 간주 이와테, 블라우블리츠 아키타에서 활동하였다.